# Gustavo Bueno
Gustavo Bueno Martínez (Santo Domingo de la Calzada, La Rioja, 1 de septiembre de 1924-Niembro, Asturias, 7 de agosto de 2016) fue un filósofo español. Desde 1970, fue desarrollando un sistema de pensamiento filosófico que más tarde denominó «materialismo filosófico». Algunos medios lo han reconocido como uno de los principales filósofos españoles del siglo XX y principios del XXI.
Su obra se ha construido en constante intercambio con las ciencias y la historia de la filosofía. Gustavo Bueno es autor de numerosos libros y artículos sobre ontología, filosofía de la ciencia, historia de la filosofía, antropología, filosofía de la religión, filosofía política, ateísmo y televisión, entre otros temas. Además, mostró desde su juventud un profundo interés por las cuestiones de teología, hasta el punto de que se ha dicho de él que «conocía la escolástica de memoria». En sus últimos años, además de escribir, grabó vídeos y audios con análisis de numerosas cuestiones filosóficas. Su hijo mayor, Gustavo Fernando Bueno Sánchez, es profesor de filosofía.
Pupilo del nacionalsindicalista Santiago Montero Díaz, cuya trayectoria ideológica le llevó a abrazar una mezcla de autoritarismo de derechas y de izquierdas durante el tardofranquismo.
En España es especialmente conocido por su participación en debates públicos y su aparición en programas de televisión como Gran Hermano. Algunos de sus libros han alcanzado notable difusión, como Ensayos materialistas, El mito de la izquierda, El mito de la derecha, El mito de la cultura o Telebasura y democracia. Su obra ha dado lugar a un buen número de tesis doctorales y artículos de seguidores y detractores; y en torno a ella, se publican las revistas El Basilisco y El Catoblepas. La Escuela de Filosofía de Oviedo se reúne habitualmente en la Fundación Gustavo Bueno, situada en la misma ciudad. Algunos de sus libros se han traducido al alemán, al inglés y al chino.

## Biografía
Hijo del médico Gustavo Bueno Arnedillo y de María Martínez Pérez nació en el municipio riojano de Santo Domingo de la Calzada, donde fue nombrado hijo predilecto en 1997. Recibió una educación católica y estudió en las universidades de Zaragoza y Madrid. Tras realizar su tesis doctoral en 1947, titulada Fundamento formal y material de la moderna filosofía de la religión, como becario del CSIC obtuvo a los veinticinco años, en 1949, una cátedra de Enseñanza Media. Asimismo, en 1949, comienza su vida docente en el instituto Lucía de Medrano de Salamanca, donde ejercerá hasta 1960.
Durante su formación como becario en el Instituto Luis Vives de Madrid, al que accedió por su amistad con Rafael Sánchez Mazas, Bueno fue aprendiz de los falangistas Eugenio Frutos y Juan Francisco Yela Utrilla; además de compañero del sacerdote Raimundo Pániker y del carlista Rafael Gambra. En su etapa como catedrático de bachillerato en Salamanca, Bueno se comprometió activamente con la Falange: fue director del Seminario de Formación del Frente de juventudes, director del Centro de Estudios Políticos del SEU, así como miembro de la Junta Sindical del Distrito Universitario.
En 1960, se estableció definitivamente en Asturias, donde ejerció como catedrático de Fundamentos de Filosofía e Historia de los Sistemas Filosóficos de la Universidad de Oviedo hasta 1998. A partir de esa fecha, desarrolló su labor en la Fundación Gustavo Bueno, cuya sede se ubica en Oviedo, ciudad que lo reconoció como hijo adoptivo en 1995.
Miembro y patrono de honor de la Fundación DENAES, no tuvo reparos en trazar un origen de la «nación española» en un pasado lejano.

## Obra: el materialismo filosófico
El materialismo filosófico es una doctrina sistemática sobre la estructura de la realidad, caracterizada por su oposición al materialismo monista (propio del materialismo dialéctico, Diamat) y al idealismo o espiritualismo monistas de cuño teológico. El materialismo filosófico es un pluralismo de signo racionalista que postula, sin embargo, la unicidad del mundo en cuanto desarrollo de una materia ontológico general que no se reduce al mundo empírico. El materialismo filosófico niega ─contra el monismo continuista y de acuerdo con el principio de la symploké─ que «todo tenga influencia en todo» y niega ─contra el atomismo pluralista─ «que nada tenga influencia en nada».
Respecto del materialismo tradicional, el materialismo filosófico tiene como rasgo común la negación del espiritualismo, la negación de la existencia de sustancias espirituales. Pero no reduce el materialismo a corporeísmo, como de hecho sucede con otros materialismos. El materialismo filosófico admite la realidad de seres materiales incorpóreos: por ejemplo, la relación real (no mental) de la distancia que existe entre dos botellas de agua que están encima de una mesa es tan real como esas dos botellas corpóreas; esa distancia es material incorpórea y nada tiene de espiritual. Redefine el término materia para la filosofía y muestra un vocablo más preciso que materia, el estroma.
Este sistema se ha desarrollado en numerosos ámbitos entre los que se destacan los siguientes:
- la ontología (general y especial);
- la gnoseología (teoría del cierre categorial);[22]
- la filosofía de la religión (y el papel de los animales en la esencia de la religión).

Estos eran los temas predominantes en los textos de Bueno hasta los años 90. Sin embargo, a partir del nuevo milenio, comenzó a tratar temas de ética y crítica social y política. No obstante, se ha criticado que en estos temas Bueno no hizo gala «en general del mismo rigor». Por ejemplo, se ha dicho de su crítica al pacifismo que es más un intento de realizar «análisis engañosos», de «actitud retórica» y que llegan a menudo «al insulto y a descalificaciones gratuitas desde análisis parciales», sin mostrar nunca cambios de postura en sus argumentos. Aparte de este, trató otros temas relacionados, entre otros, con:
- la crítica a la idea de cultura (como trasunto de la idea ontoteológica de gracia);
- la teoría del Estado (y sus 18 poderes);
- la idea de España (su unidad e identidad en la historia y en el presente);
- el análisis de la esencia de la televisión.

Se ha dicho que su obra permanece «presa de la metafísica escolástica» en su defensa de la «idea de verdad». Asimismo, tampoco se abrió a aceptar el constructivismo que realmente habría practicado «en toda su obra», en favor de una teoría objetivista de la verdad.
Acerca de la oratoria de Bueno en los medios de comunicación, algunos han afirmado que cultivaba la «extravagancia y la salida de tono». Para David Teira, Bueno también resultaba «hiriente en el insulto, arbitrario en sus decisiones y atrabiliario en sus formas».

## Visión de la izquierda y de la derecha
Para Bueno, la diferencia entre izquierda y derecha no radicaba en su visión del aspecto económico, sino en su posición con respecto al Antiguo Régimen. Bueno entendía como características de la izquierda el raciouniversalismo y la holización revolucionaria de la sociedad con base en la soberanía nacional. En El mito de la izquierda, clasifica a la izquierda en seis generaciones:
1. La izquierda de primera generación (o primer género de izquierda): la izquierda radical (jacobina)
2. La izquierda de la segunda generación (o segundo género de izquierda): la izquierda liberal (surgida en la Constitución de Cádiz) y en los afrancesados.
3. La izquierda de tercera generación (o tercer género de izquierdas): la izquierda libertaria (anarquista)
4. La izquierda de cuarta generación (o cuarto género de izquierda): la izquierda socialdemócrata. Afirma que a comienzos del siglo XXI evolucionó hacia el neoliberalismo, citando los casos de Tony Blair y Gerhard Schröder.[27]
5. La izquierda de quinta generación (o quinto género de izquierda): la izquierda comunista
6. La izquierda de la sexta generación (sexto género de izquierda): la izquierda asiática (maoísta)

Además, analizó la denominada por él «izquierda indefinida», progre o woke, oenegés, New Left Review. La clasificó en tres grupos:
- Extravagante
- Divagante
- Fundamentalista: defiende el multiculturalismo y la «sociedad abierta»[27] (su guía es la Declaración Universal de los Derechos Humanos)[28] y la defensa de la adopción de niños por parejas homosexuales.[27]

Con respecto a la derecha, la clasificó así:
- Las modulaciones de la derecha tradicional:
- Primera modulación: la derecha primaria
- 1) Derecha liberal
- 2) Derecha socialista
- Las derechas no alineadas

Un primer grupo de partidos no alineados de derecha: los partidos nacionalistas secesionistas. Un segundo grupo de partidos de derecha no alineada: fascismo y nacionalsocialismo
- Derechas indefinidas: Derecha extravagante (irracionalismo, indigenismo y secesionismo)

## Ideología
Pupilo del nacionalsindicalista Santiago Montero Díaz, y activo militante falangista en los años 1950, su trayectoria ideológica le llevó a abrazar una mezcla de autoritarismo de derechas y de izquierdas durante el tardofranquismo, pues mostró simpatía por diferentes proyectos políticos paratotalitarios, incluida la Unión Soviética. Reconocido eurófobo —Bueno, que solía repetir que «Europa es el problema y España es la solución», vio a Europa como una fuente de peligros para la pervivencia de la «nación española»—, abominó la idea de que el continente europeo pudiera ser el lugar natural para la proyección internacional de España y preconizó en su lugar por una continuidad con el Imperio español y la idea de «Hispanidad». Hizo así énfasis, como herramienta analítica en su materialismo filosófico, en una clasificación dicotómica sui generis entre imperios «depredadores» y «generadores» (entre los cuales clasificó al español). Hay quien le acusa de haber devenido hacia posturas chovinistas y reaccionarias por ser uno de los miembros (desde su fundación) del patronato de la Fundación DENAES («para la Defensa de la Nación Española»), una organización española fundada en 2006 que ha operado como taller de formación de cuadros políticos, periodistas y «académicos» revisionistas.
Ideológicamente, a Bueno se le ha definido de muchas maneras: ateísmo católico (es decir, ateo esencial, pero que no reniega del entorno cultural católico en que ha nacido); marxista heterodoxo (crítico con el «marxismo vulgar», ya que entendía el materialismo filosófico como una «vuelta del revés» del marxismo clásico); tomista no creyente (defensor de la tradición escolástica española iniciada en la Escuela de Traductores de Toledo); platónico (en el sentido de la filosofía académica de la Academia de Platón, con la que llegó a compararse); de izquierdas (en el sentido de que renegaba del particularismo derechista, aunque pasó a postularse como parte de una izquierda materialista muy crítica con las izquierdas realmente existentes en España).
Su visión de la escolástica era la siguiente:

Hace unos años, hace todavía 10 o 12 años, los clérigos que venían a la universidad sabían latín, habían leído a santo Tomás, a Suárez, se podía discutir con ellos. Y ahora, no sé si es por el Concilio Vaticano o por lo que sea ahora no saben nada, ahora no saben absolutamente nada y entonces ni siquiera se les puede atacar. Son tan abiertos, es un humanismo tan vago, tan indeterminado que realmente no hay posibilidad de hablar con ellos. Y en ese sentido, me parece que la escolástica ha perdido su rigor que está sin duda recluido en algunos núcleos, pero que hablan para sí, que no tienen auditorio, pero yo creo que es una tradición como la música gregoriana, que debería cultivarse, el que sea aficionado a ello, porque es una tradición importante, porque es un eslabón cultural sin el cual no se puede entender evidentemente toda la cultura posterior. La filosofía escolástica yo creo que es un eslabón indispensable para entender el ulterior desarrollo del pensamiento.

Sostuvo que la inspiración para las doctrinas que prosperaron en las Cortes de Cádiz «procedía de las muy comunes enseñadas por los escolásticos españoles, que eran bien conocidas por los revolucionarios y contrarrevolucionarios, muchos de los cuales eran sacerdotes, como Francisco Martínez Marina o Pedro Inguanzo Rivero».
Sobre la Revolución francesa escribió:

¿Cabe, en todo caso, definir la izquierda que creó la Nación política como la corriente progresista que logró, en diferentes ocasiones, desbordar a las fuerzas reaccionarias de los conservadores del Antiguo Régimen? Tampoco, en términos absolutos. La Gran Revolución desmontó el orden feudal, pero dio paso a un orden social y económico todavía más injusto y cruel, el orden burgués, el de la explotación capitalista sin límites, el orden que Marx analizó en su inmensa obra. La Gran Revolución dio la Libertad a millones de campesinos y artesanos, pero esa libertad era la libertad para suscribir contratos, de hecho, con los explotadores, libertad para vender a la baja su fuerza de trabajo, libertad "para morirse de hambre". La Gran Revolución dio la Igualdad, pero una igualdad abstracta que abrió la puerta a las más agudas desigualdades entre las clases, favoreciendo la consolidación de una "clase de proletarios" que parecía que tenía que enfrentarse a muerte con la clase de los explotadores. ¿Dónde poner, por tanto, el principio revolucionario de la Fraternidad?

Vinculaba el europeísmo con la OTAN y el nacionalsocialismo.Sostenía que el protestantismo había quedado atrapado en la conciencia subjetiva que conduce al pietismo y al nihilismo, y que de Lutero se va a Hegel, Nietzsche y Hitler (pasando por Lessing, Herder, Fichte, Bismarck y su Kulturkampf).
Consideraba imposible la unidad de la izquierda.Era un detractor del krausismo y consideraba que el humanismo liberal estaba próximo al Pensamiento Alicia.
En sus últimos años, se posicionó públicamente afín al Partido Popular (PP) en diversas ocasiones y apoyó la candidatura de Mariano Rajoy a la presidencia del Gobierno de España. Defendió también al PP en candidaturas locales. Afirmó votar a Mariano Rajoy porque «es el único en el que confío para mantener algo más de tiempo la unidad de España».
Asimismo, tanto la filosofía de Bueno como la Fundación Gustavo Bueno han servido de «poso ideológico» para parte de las posiciones políticas del partido Vox. Son «destacables», en este sentido, las similitudes entre la escuela de Bueno y el partido de derecha, con una relación que se estableció también «a través del trato personal». No obstante, Gustavo Bueno criticó el liberalismo económico. Para Bueno Sánchez, «las claves que marcan a Vox son las que siempre defendió Bueno».

## Polémicas
Bueno se vio envuelto en una serie de polémicas e incidentes con diferentes grupos. 
- El 1 de diciembre de 1970, unos estudiantes maoístas del Partido Comunista Proletario de Barcelona le tiraron a la cara un bote de pintura, lo agredieron e intentaron poner un cartel de Lacayo del capitalismo.[50] Protestarían por, según ellos, apoyar a la URSS frente a China.

- El 2 de febrero de 1976 un grupo de extrema derecha denominado GAE incendió de madrugada el Land Rover de su propiedad, en la avenida de Galicia de Oviedo.[51]

- En 1985, con la publicación de su libro El animal divino, entró en una larga polémica con el embajador español Gonzalo Puente Ojea.[cita requerida] El embajador acusó a Bueno de errar en su diagnóstico sobre el origen de las religiones, que para Puente Ojea nacen mediante la introspección y las preguntas que asaltaron al hombre primitivo en su búsqueda de la trascendencia ante el vasto mundo que le rodeaba. Para Bueno, en cambio, las religiones surgen en un proceso histórico y dialéctico que se inicia con el culto a los animales, donde se distinguen así tres etapas históricas en la evolución religiosa de las sociedades humanas: la de las religiones primarias (las que rendían culto a los animales); la de las religiones secundarias (que empezaron a rendir culto de manera animista y politeísta a deidades numinosas, con características a la vez animales y humanas), y la de las religiones terciarias (la de los monoteísmos que personalizan a Dios, en mayor o menor grado, principalmente el cristianismo, el judaísmo y el islam). Para Bueno, la creencia reciente en seres extraterrestres es una recuperación de esas religiones secundarias, ya que esos extraterrestres serían una versión contemporánea de los númenes adorados en la Antigua Grecia.

- En 1987, llamó «tipo» y «cretino completo» a Lluis Xabel Álvarez, por lo que este le denunció por injurias ante la Audiencia Provincial de Oviedo, que falló en favor de Bueno en 1989. La sentencia fue ratificada por el Tribunal Supremo en 1991, el cual asumió que Bueno no injurió a Lluis Álvarez.[52]

- En 1989, en el desaparecido programa La clave de José Luis Balbín, en Televisión Española, entabló en directo una disputa con un jesuita en torno al supuesto milagro de Fátima.[53] Bueno acusó al jesuita de desconocimiento total de su propio dogma religioso y calificó de absurdo el milagro.

- En 1998, Bueno protestó contra la decisión de la Junta de Gobierno de la Universidad de Oviedo de nombrarlo profesor emérito honorífico, lo que conllevaba su jubilación. Según Bueno, eso significaba su «expulsión de las aulas», por lo que llegó a calificar al rector de la universidad, Julio Rodríguez, de «miserable». Sin embargo, la propia Junta explicó que la decisión no impedía que Bueno siguiera impartiendo enseñanza no reglada; aunque sin retribución económica de la Universidad. La postura de Bueno fue calificada como «soberbia», con las palabras «quien se considere insustituible al llegarle la hora del retiro no es un auténtico maestro, pues no ha sabido dejar semilla que fructifique vigorosamente en sus discípulos».[25]

- En 1999, con la publicación de España frente a Europa, entró en polémica con el profesor de filosofía Juan Bautista Fuentes Ortega, en torno a las tesis supuestamente españolistas de Bueno (tal y como las denominó Fuentes), mientras que Bueno le calificó de trotskista y defendió la idea de imperio como categoría política de la que no se puede prescindir en ninguna etapa histórica política. Posteriormente, Juan Bautista Fuentes finalizó la polémica dando razón, «en lo sustancial», a Bueno.[54] El propio Fuentes, en una conferencia sobre El papel de la filosofía en el conjunto del saber, realizada en mayo de 2019, definía a Gustavo Bueno como: «el filósofo más dotado del siglo XX».[55] No obstante, sería a partir de la publicación de España frente a Europa y de El mito de la cultura, cuando comenzaron las acusaciones de haberse vuelto conservador.[cita requerida]

- En 2003, con la publicación de El mito de la izquierda, se ganó la enemistad de grupos secesionistas españoles, que le acusaron de fascista, al igual que algunos politólogos criticaron su teoría de las generaciones de izquierda. Bueno se defendió diciendo que esos grupos no tenían ni idea de lo que es la izquierda política y de sus orígenes. Entabló polémicas al respecto en diversos programas de Fernando Sánchez Dragó con Santiago Carrillo,[56] Ignacio Sotelo[57] y José Antonio Marina. Además de fascista, Bueno ha sido acusado de estalinista, por pretender, según sus detractores, crear una especie de alianza entre liberales, comunistas y católicos frente a la socialdemocracia.[cita requerida]

- En 2007, grupos independentistas andaluces calificaron a Bueno de conservador e islamófobo tras criticar que se hubiera designado en el nuevo Estatuto de Autonomía andaluz a Blas Infante como padre de la patria andaluza.[cita requerida] Además, recordaron las afirmaciones xenófobas de Bueno en una entrevista realizada tras los atentados del 11 de septiembre de 2001 contra las Torres gemelas, en la que afirmaba: «Hay que destruir las raíces del Islam».[58][59] Bueno se defendió de las acusaciones arguyendo que, si bien no hay que culpar a todo el Islam de los atentados terroristas, sí hay que decir que ese tipo de atentados en los que se inmola el terrorista solo pueden darse en el budismo y en el Islam.[cita requerida] Sobre su petición de destrucción de las raíces filosóficas del islam, Bueno se defendió de las acusaciones de islamófobo diciendo que, de la misma manera que en los siglos XVII y XVIII el racionalismo filosófico trituró las raíces ideológicas cristianas, hay que hacer lo mismo con el Islam y con cualquier religión. Asimismo, tildó de ridículas y absurdas las calificaciones de conservador o racista por haber criticado al Islam y llamar «ignorantes» a los que lo hacían.[cita requerida]

- En 2009, el PSOE acusó a Bueno de «hacer apología de la violencia de género», tras afirmar en una charla en contra del aborto que «a la ministra que separa razón de religión habría que tirarla por la ventana». En esa misma conferencia, afirmó además que «la mujer que reivindica su derecho a abortar por no ser una contenedora ya tiene bastante encima con un cerebro tan pequeñito».[60][61]

Bueno, en su ateísmo fuerte, no solo negó la existencia de Dios, sino que criticó la idea filosófica de Dios como contradictoria, insustancial y absurda. Sin embargo, nunca negó sus simpatías por la Iglesia católica. Por otra parte, fue mucho más crítico con el protestantismo y Martín Lutero, ya que calificó a este de «principio del mal» y «representante genuino del irracionalismo»; contra el cual, el catolicismo sería un instrumento mucho más racional.
Asimismo, Bueno se posicionó en contra del aborto. A su vez, consideró la categoría de género como una forma para las mujeres de «sentirse víctimas y agruparse», que «parte seguramente de un complejo de inferioridad de la mujer».
Bueno llamó «disparatado» al movimiento animalista y tildó de «absurdo» el reconocimiento de los derechos de los animales.
Calificó de «obsesionados por los huesos» a quienes se empeñaron en encontrar los restos de los miles de víctimas desaparecidas durante el franquismo.

## Obra
- El papel de la filosofía en el conjunto del saber (1970)
- Etnología y utopía (1971)
- Ensayos materialistas (1972)
- Ensayo sobre las categorías de la economía política (1973)
- La metafísica presocrática (1975)
- La idea de ciencia desde la teoría del cierre categorial (1976)
- El animal divino (1985)
- Cuestiones cuodlibetales sobre Dios y la religión (1989)
- Materia (1990)
- Nosotros y ellos (1990)
- Primer ensayo sobre las categorías de las 'ciencias políticas' (1991)
- Teoría del cierre categorial (1993) [cinco tomos publicados, de un total de quince previstos]
- ¿Qué es la filosofía? (1995)
- ¿Qué es la ciencia? (1995)
- El sentido de la vida. Seis lecturas de filosofía moral (1996)
- El mito de la cultura: ensayo de una teoría materialista de la cultura (1996)
- España frente a Europa (1999)
- Televisión: Apariencia y Verdad (2000)
- ¿Qué es la Bioética?. Oviedo: Pentalfa Ediciones. 2001.
- Telebasura y democracia (2002)
- El mito de la izquierda: las izquierdas y la derecha (2003)
- La vuelta a la caverna: terrorismo, guerra y globalización (2004)
- Panfleto contra la democracia realmente existente (2004)
- España no es un mito: claves para una defensa razonada (2005)
- El mito de la felicidad (2005)
- Zapatero y el pensamiento Alicia: un presidente en el país de las maravillas (2006)
- La fe del ateo (2007)
- El mito de la derecha (2008)
- El fundamentalismo democrático. La democracia española a examen (2010)
- Sciences as Categorical Closures (2013)
- Ensayo de una definición filosófica de la Idea de Deporte (2014)
- El Ego trascendental (2016)

Además de los anteriores libros propiamente suyos, habría que sumárseles:
- Dios salve a la razón (2008), conjuntamente con VV. AA. (entre ellos Benedicto XVI).[66]
- El número 42 de El Basilisco (2011) contiene un artículo muy extenso de Gustavo Bueno con «Algunas precisiones sobre la idea de «holización»».[67]
- Gustavo Bueno también colaboró asiduamente en la revista electrónica El Catoblepas, con la sección «Rasguños».[68]

### Obras de los discípulos
Los trabajos de los discípulos de Bueno aplicando o ampliando su sistema son numerosos y se dilatan en el tiempo y en la temática, de modo que no se pueden recoger aquí. Se pueden destacar los análisis de ciencias especiales, las reinterpretaciones de historia de la filosofía, las aplicaciones a la historia de España y de América, las polémicas sobre filosofía de la religión, filosofía de la ciencia, filosofía de la literatura y filosofía política. De entre sus discípulos destaca Ricardo Sánchez Ortiz de Urbina, tal vez el primero de ellos, ya desde la juventud de Bueno en Salamanca. Ortiz de Urbina ha venido proponiendo una versión alternativa al sistema de Bueno, el materialismo fenomenológico. Además, para algunos ha demostrado con sus obras «ser, con varias leguas de diferencia, el discípulo más aventajado» de Bueno. Por otro lado, el propio nieto de Gustavo Bueno, el historiador y filósofo Lino Camprubí, junto al filósofo Javier Pérez Jara, han expuesto en los últimos años una serie de críticas y matices al materialismo filosófico ortodoxo, así como una serie de correcciones (establecer una mayor dependencia de los géneros de materialidad M2 y M3 sobre M1, acortar la diferencia entre Mi y M así como sugerir el evitar cortes abruptos para no caer en el problema de los «filtros filtrados», modificar los rótulos de «materialismo filosófico» por «materialismo discontinuista» o «gnoseología» por «epistemología», etc.).

## Críticas
Se ha criticado la presencia entre los miembros de la Fundación Gustavo Bueno y de su entorno de ideas de ultraderecha, de carácter liberal y de defensa del nacionalismo español y el sistema capitalista. Su fundación, de carácter privado, aunque subvencionada con dinero público, ha sido comparada por, entre entros, su nieto Lino Camprubí, con una «secta», debido al «dogmatismo» en torno a Bueno y por la tendencia entre sus miembros a protegerse entre sí.